# Joachim Westerbarkey
Joachim Westerbarkey (* 22. Oktober 1943 in Gütersloh) ist ein deutscher Kommunikationswissenschaftler.

## Leben
Von 1963 bis 1970 studierte Westerbarkey Publizistik, Soziologie und Germanistik; 1970 wurde er promoviert und 1971 als Wissenschaftlicher Assistent und Akademischer Rat verbeamtet. 1973 wurde er zum Akademischen Oberrat befördert. 1988 habilitierte er sich für Publizistik- und Kommunikationswissenschaft. Nach Lehrstuhlvertretungen an den Universitäten Dortmund (WS 1994/95) und Düsseldorf (1997–1999) wurde er 2002 an der Universität Münster zum außerplanmäßigen Professor ernannt und 2009 emeritiert.

## Veröffentlichungen (Auswahl)
- mit Klaus Merten: Public Opinion und Public Relations. In: Klaus Merten / Siegfried J. Schmidt / Siegfried Weischenberg (Hrsg.): Die Wirklichkeit der Medien. Opladen 1994, S. 188–211.
- Das Geheimnis. Die Faszination des Verborgenen. Leipzig 1998.
- Illusionsexperten. Die Verschleierung von Macht durch PR und Medien. In: Jörn Müller / Hans-Gregor Nissing (Hrsg.): Die Lüge. Ein Alltagsphänomen aus wissenschaftlicher Sicht. Darmstadt 2007, S. 129–139.